# James Wilson (atleta)
James Wilson (Windsor, 2 ottobre 1891 – Brent, 1973) è stato un mezzofondista britannico.

## Palmarès
- Giochi olimpici

Anversa 1920: argento nella corsa campestre a squadre, bronzo nei 10000 metri piani.
- Campionati internazionali di corsa campestre

Amersham 1914: oro a squadre (Inghilterra).
Belfast 1920: oro nell'individuale, oro a squadre (Scozia).
Newcastle-on-Tyne 1924: bronzo a squadre (Scozia).